# 蘇武直人
蘇武 直人（そぶ なおと、1954年9月5日 - ）は、宮城県仙台市出身のフリーアナウンサー。
大阪芸術大学放送学科卒業後、アナウンサーとなる。主に公営競技の実況中継を中心に担当しており、中でも地方競馬に関しては北海道のばんえい競走を含む全ての競馬場を制覇した。現在は浦和競馬場の振興策検討委員としても活動している。

## 出演していた番組
- BACHプラザ（テレビ埼玉）
- 大井競馬中継（テレビ神奈川）
- 川崎競馬中継（テレビ神奈川）
- 土曜スペシャル競馬中継（テレビ愛知）
- みんなのイワテケイバ（岩手めんこいテレビ）

## 主な実況歴

### ホッカイドウ競馬
- ブリーダーズゴールドカップ（1990年、1993年、1995年）
- 黄菊賞（1993年）
- エーデルワイス賞（2001年）

### 岩手競馬
- マーキュリーカップ（2008年）
- ダービーグランプリ（2006年）

### かみのやま競馬
- さくらんぼ記念（2002年）

### 南関東4場
- 川崎記念（1990年、1992年）
- 羽田盃（1990年）
- 東京プリンセス賞（1990年）
- 東京ダービー（1990年）
- 大井記念（1990年）
- NTV盃（1989年）
- グランドチャンピオン2000（1990年）

### 東海公営競馬
- 東海桜花賞（1981年）
- 東海菊花賞（1982年）
- 東海ゴールドカップ（1983年）